# 澳門旅遊大學

澳門旅遊學院时期的标志

澳門旅遊大學（葡萄牙語：Universidade de Turismo de Macau，英語：Macao University of Tourism），簡稱UTM，2024年4月1日前稱為澳門旅遊學院（葡萄牙語：Instituto de Formação Turística de Macau），簡稱IFTM，成立於1995年9月15日，為澳門公立高等院校，位於澳門望廈山，受澳門特別行政區政府社會文化司監督，提供旅遊及服務業範疇的學位和專業培訓課程。包括酒店、旅遊、文化遺產、會展、零售及市場推廣、休閒娛樂、康體活動、文化創意及廚藝等。於1997年、2002年、2020年及2022年四次獲得亞太旅遊協會頒發金獎，確認了學院的課程內容及教學品質。

## 歷史

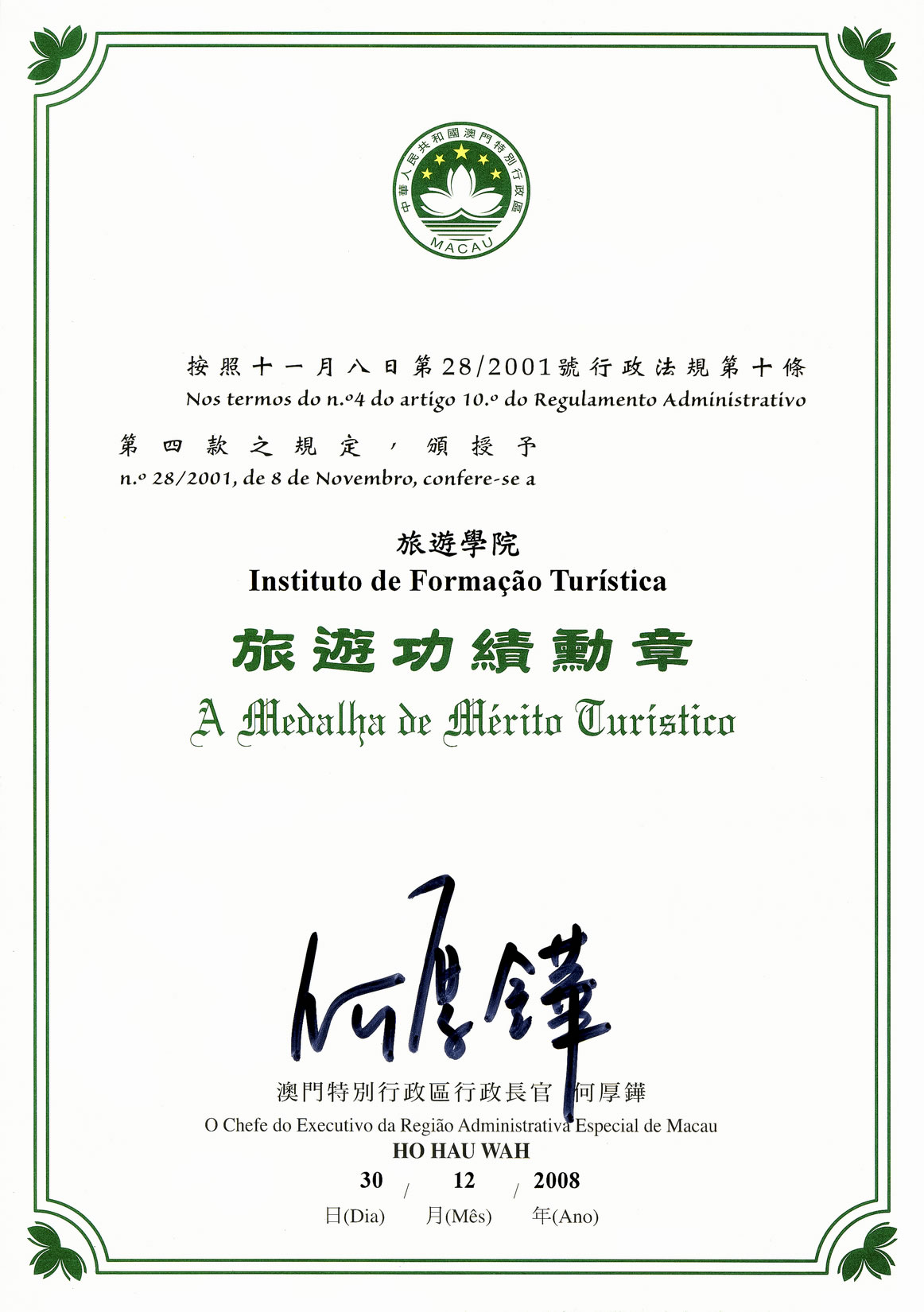
澳門旅遊學院獲澳門特區政府授予旅遊功績勳章的獎狀

澳門旅遊學院現址原為19世紀式的炮台堡壘，為防衛森嚴的軍營，是為駐守於澳門的非洲籍葡兵營地。1974年，葡萄牙發生康乃馨革命，葡萄牙召回駐在澳門的駐軍返回里斯本，軍營即告荒廢空置。及至1979年，澳葡政府接管軍營，把軍營改建成望廈迎賓館，以作為海外公務員住宿之所。1982年2月，旅業及酒店業學校開始運作；望廈迎賓館成為該學校之實習單位。
1993年9月1日，澳門總督韋奇立頒布第48/93/M號法令，把旅業及酒店業學校及澳門理工學院酒店管理課程及旅遊課程全部併入新設立的旅遊高等學校籌設委員會（葡萄牙語：Comissão Instaladora da Escola Superior de Turismo，CIEST）；該籌委會附屬於旅遊司。1995年8月3日，澳門總督韋奇立頒布第45/95/M號法令，把望廈迎賓館併入委員會，成立旅遊培訓學院（葡萄牙語：Institute de Formação Turistica，IFT），內設一所旅遊高等學校（葡萄牙語：Escola Superior de Turismo，EST）、一所旅業及酒店業學校（Escola de Turismo e Indústria Hoteleira，ETIH）以及把望廈迎賓館（葡萄牙語：Pousada de Mong-Há）變更用途為實習單位；有關法規於同年9月15日生效。1996年3月12日，護理總督李必祿頒布第75/96/M號訓令，採用沿用之徽號。翌年11月13日，澳葡政府基於學院的中文名稱未能包括學院所開展活動之各方面及實際範圍，且反映學院真實性方面不夠準確，因此護理總督黎祖智頒布第47/97/M號法令，修改旅遊培訓學院之中文官方名稱為「旅遊學院」。
2019年8月7日，澳門特區政府在公報刊登第27/2019號行政法規《澳門旅遊學院章程》，該行政法規同日生效，由「旅遊學院」更名為「澳門旅遊學院」。
2023年12月19日，立法會第一常設委員會上，政府確認澳門旅遊學院將更名為澳門旅遊大學，翌年2月5日，《澳門旅遊大學法律制度》法案獲澳門立法會大會細則性表決通過，並於2024年4月1日生效，同日正式更名。
2024年2月6日，澳門立法會通過《澳門旅遊大學法律制度》法案同時，擬設立橫琴校區以培養大灣區旅遊專業人才；而澳門城市大學氹仔校區在遷出後，將用作澳門旅遊大學擴展望廈校區和氹仔校區的教學設施用途。
2024年2月19日，澳門特區政府在公報刊登第4/2024號法律《澳門旅遊大學法律制度》，法律於2024年4月1日生效，由“澳門旅遊學院”更名為“澳門旅遊大學”。

## 大學概況
澳門旅遊大學設有三所學院（即創新款待與管理學院、創意旅游及智慧科技學院及管理及專業發展學院）、國際旅遊及款待研究中心（前稱旅遊研究中心）、世界旅遊教育及培訓中心、教育質素管理中心（前稱教與學優化中心）、住宿實習處（前稱教學酒店）及餐飲實習處（前稱教學餐廳）等；提供全方位學士、碩士及博士課程及專業培訓課程。2023/2024學年，提供18個學位或文憑課程，研究生課程包括兩年制理學碩士、兩年制哲學碩士、三年制哲學博士及工商管理博士學位等課程。
除了接受本地及非本地全日制學生外，大學還接受其他院校學生作為期一學期的交換生課程。迄今，已有來自內地、加拿大、韓國、美國及歐洲等國家及地區的學生參加了學院之交換生課程。同時，澳門旅大學生可因應自身能力和興趣參與或串聯學院與國際夥伴合辦一個星期至半年不等的國際交流課程及活動，當中的經驗可豐富他們課堂以外的知識，增廣見聞，了解異地文化及認識外地朋友。

### 創新款待與管理學院
創新款待與管理學院（前稱酒店管理學校）提供5個學士課程，其中3個課程以英文授課及2個課程以中文授課，均屬四年制課程。

### 創意旅遊及智慧科技學院
創意旅遊及智慧科技學院（前稱旅游管理學校）提供7個學士課程，其中4個課程以英文授課及3個課程以中文授課，均屬四年制課程。

### 管理及專業發展學院
管理及專業發展學院前稱為持續教育學校，在1982年成立之時是澳門旅遊局屬下的一個培訓機構，座落於教學酒店側。成立初期只有七位教學人員，提供接待及房務兩門課程。隨著社會發展，相繼增設餐飲、語言及導遊等培訓課程。為配合本地區的旅遊發展政策，1993年澳葡政府開始計劃成立一所專責提供旅遊教育及培訓的高等院校。經過兩年的籌備工作，於1995年正式成立澳門旅遊學院，而持續教育學校則成為學院的一部份。2024年，澳門旅遊學院正式更名為澳門旅遊大學後，持續教育學校同樣更名為管理及專業發展學院。
澳門旅遊大學管理及專業發展學院旨為市民帶來更多自主學習機會，為個人成長、職業發展等謀求更多出路，迎接機遇與挑戰。課程內容涵蓋酒店業、餐飲業、文化遺產及旅遊、零售會展及商業管理、創意藝術及資訊科技、健康及康體和語言文化七大領域的持續教育課程以及多個專業資格認證課程。

### 世界旅遊教育及培訓中心
澳門特區政府透過澳門旅遊大學設立世界旅遊教育及培訓中心，與聯合國世界旅遊組織開展合作專案，為旅遊業可持續發展提升行業的人力資源質素和旅遊目的地 （特別是亞太地區）的競爭力。
聯合國世界旅遊組織與中心合作，因應聯合國世界旅遊組織各成員國的培訓及技術援助需要，通過聯合國世界旅遊組織的確定和提名，由中心提供培訓。此外，中心亦向來自內地、本澳及葡語系國家的組織及業界人員提供旅遊範疇的專業培訓。

## 校區
澳門旅遊大學現時分為望廈校區以及氹仔校區；其分別位於澳門望廈山及氹仔徐日昇寅公馬路。

### 望廈校區
望廈校區（英語: Mong-Ha Campus）位於澳門望廈山的校區，也是為澳門旅遊大學的望廈校區，共有四個主體建築物——啓思樓、望廈迎賓館、協力樓以及教學餐廳大樓，而建築物之間相互連接的。
- 啓思樓（葡萄牙語：Edifício Inspiração，建築物代號：I）於2003年由澳門社會文化司司長崔世安揭幕；啓思樓樓高三層，它是一座教學大樓外，設有禮堂、室內多功能運動場、壁球場、空中花園等設施；啓思樓設有一層地庫停車場。
- 望廈迎賓館（葡萄牙語：Pousada de Mong-Há，建築物代號：P）於1979年被澳葡政府旅遊司將兵營接管後改建而成；其後作為旅業及酒店業學校實習單位；自1995年，望廈迎賓館與旅業及酒店業學校合併而成立澳門旅遊學院，望廈迎賓館也開始對外提供服務。2008年，望廈迎賓館獲得《米芝蓮香港澳門指南》推介評為最受歡迎的澳門酒店之一；多次獲TripAdvisor旅行者最佳之選及卓越獎；亦獲澳門環保局頒發澳門環保酒店獎金獎。望廈迎賓館賓館設有教職員辦公室、餐廳、會議室、模擬房務教室、健身室等設施。
- 協力樓（葡萄牙語：Edifício Equipa，建築物代號：T）於澳門旅遊學院成立時啟用，並在1995年11月由澳門總督韋奇立將軍揭幕。協力樓是澳門旅遊大學的行政大樓；大樓設有教學課室、模擬酒店前堂、多個模擬課室、劇場、自修室、多個多媒體學習室等設施。
- 教學餐廳大樓（英語：Educational Restaurant Building，無建築物代號），教學餐廳座落於該大樓內是融合現代與舒適的氛圍，提供具傳統特色澳葡佳餚外，也是學院實習單位，為學士學位課程學生，尤其是酒店管理、旅遊會展及節目管理、廚藝管理的學生提供實習場地，讓這些未來的酒店管理者把理論知識應用到實際環境，培訓他們為客人提供優質服務，大樓另外設有停車場、中西式烹飪教室、烘焙教室、圖書館、員工及學生餐廳等設施。

### 氹仔校舍(已停用)

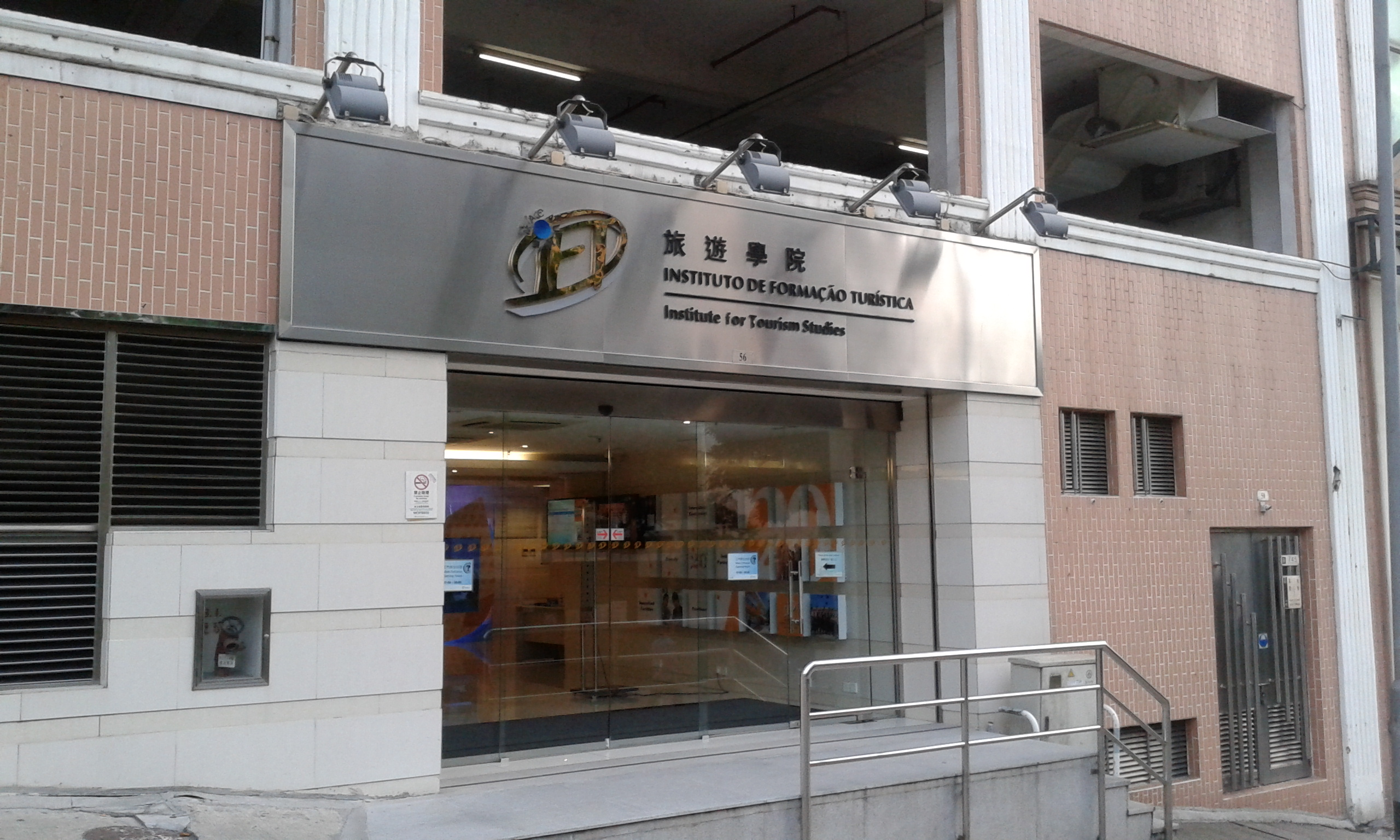
已停用的創福豪庭校舍

氹仔校舍（英語: Taipa Campus）位於氹仔美副將馬路創福豪庭之內，其總面積超過10萬平方呎；該校區於2004年2月起作為東亞運動會青少年活動中心，2006年起改為澳門旅遊博彩技術培訓中心創福豪庭校舍，主要開辦會展、休閒康體、零售及旅遊博彩技術培訓先修班等範疇短期課程的校舍；該培訓中心於2009年9月被撤銷，創福豪庭校舍成為澳門旅遊學院校園的一部分。隨著澳門旅遊學院氹仔新校區啟用，本校舍於2016年7月1日停止使用。

### 氹仔新校區
氹仔新校區位於氹仔徐日昇寅公馬路，由四幢位於澳門大學舊校園內的建築物所組成，分別是東亞樓、SQ大樓、展望樓（原澳門大學圖書館大樓）及銀禧樓。2014年，先獲澳門特別行政區政府分配的建築是東亞樓、SQ大樓，分別用作學生宿舍及擬用作教學酒店。2015年10月12日，氹仔新校區正式揭牌，並於2016年新學年起全面啟用並取代創福豪庭校區，並計劃作為學士學位教育基地，望廈校區則留作專業培訓基地。原澳大圖書館大樓亦獲特區政府分配，於2016年6月下旬起正式更名為展望樓。2020年第一季再獲特區政府批給位於澳門大學舊校園內的銀禧樓，並於同年11月6日旅遊學院25周年校慶之際啟用。

### 橫琴校區
2024年2月5日，《澳門旅遊大學法律制度》獲立法會大會細則性表決通過，社會文化司司長歐陽瑜表示旅大短中期目標建立橫琴設分校區，目前正在籌備中。

## 成就與排名
1997年，澳門旅遊學院被聯合國亞太經濟及社會事務委員會（UNESCAP）全力支持組成的亞太旅遊教育及培訓院校網絡（APETIT）選為亞太地區的導師培訓及顧問服務中心。同年，學院更獲太平洋亞洲旅遊協會頒授金獎，確認了學院的課程內容及質量。2002年，學院與歐盟合作為本澳旅遊及服務業界制定的「澳門職業技能認可基準 （页面存档备份，存于）」(MORS)，再次獲頒發該獎項 。
1999年，學院與歐盟合作，把歐洲旅遊及服務業管理的新概念融匯到亞太地區的旅遊發展，推動歐洲學府與本地區院校的知識及經驗交流。
於2000年，澳門旅遊學院成為首間獲得聯合國世界旅遊組織「旅遊教育質素認證」的教育機構 。至今，學院共有8個學士學位課程獲得認證，認證的學士學位課程數量名列全球之冠。
2003年，澳門旅遊學院應聯合國教科文組織（UNESCO）及國際文化財產保護及修復研究中心（ICCROM）的邀請，成為「亞洲文化遺產管理學會」的創會會員，學會宗旨是推動及加強區內文化遺產管理的專業培訓 。
2004年，澳門旅遊學院再次通過「旅遊教育質素認證」覆審外，也獲延續至2012年。同年被選為旅遊及休閒教育協會（ATLAS）理事會成員 。
2008年12月20日，澳門旅遊學院獲澳門特別行政區政府頒發 「旅遊功績勳章」，肯定了學院在推動本地旅遊業發展上所作出的貢獻 。
2013年澳旅院成功完成ISO 20000資訊服務管理體系認證審核，獲頒授ISO 20000認證，成為港澳首間獲得此國際認證的高等教育機構。
2016年，澳門旅遊學院通過ISO 14001環境管理體系認證審核。憑著5R（減少、再造、維修、回收及反思）的概念，學院成立了環境管理體系委員會引領師生一起達到學院的環保目標。
2017年，澳門旅遊學院成為全球首間高等院校通過英國高等教育質量保證局（QAA）的國際質素評鑑（IQR）；自QS 世界大學排名榜於2017年推出「款待及休閒管理」學科排名後，澳門旅遊學院高居排名榜前列。於QS 2024年世界大學排名榜中，在「款待及休閒管理」學科中排名澳門第1位、亞洲第3及全球12位。
澳門旅遊學院於2018年成功考取ISO 9001質量管理體系認證。ISO9001為全球最為通行的品質管理系統，為機構績效表現及服務水準設定基準，協助企業持續管理整個作業流程的品質。
澳門旅遊學院於2019年12月13日正式獲文化和旅遊部批准，作為澳門特別行政區的依託單位掛牌成為粵港澳大灣區旅遊教育培訓基地，承擔旅遊培訓和人才培養任務，為旅遊主管部門和旅遊企事業單位提供旅遊專業人才培訓服務的平臺。
澳門旅遊學院於2020年1月22日正式榮獲ISO 22301營運持續管理標準認證，是澳門首間獲ISO 22301認證的高等學府及政府機構。

## 課程
| 學院                   | 課程                                     | 授課語言       | 上課時間 | 修讀期 | 備註 |
| ---------------------- | ---------------------------------------- | -------------- | -------- | ------ | ---- |
| 創新款待與管理學院     | 廚藝管理理學士學位                       | 英語           | 日間     | 4年    |      |
| 創新款待與管理學院     | 酒店管理理學士學位                       | 英語           | 日間     | 4年    |      |
| 創新款待與管理學院     | 酒店管理理學士學位（中文學制）           | 中文           | 夜間     | 4年    |      |
| 創新款待與管理學院     | 旅游會展及節目管理理學士學位             | 英語           | 日間     | 4年    |      |
| 創新款待與管理學院     | 旅游會展及節目管理理學士學位（中文學制） | 中文           | 夜間     | 4年    |      |
| 創意旅游及智慧科技學院 | 文化遺產與管理理學士學位                 | 英語           | 日間     | 4年    |      |
| 創意旅游及智慧科技學院 | 文化遺產與管理理學士學位（中文學制）     | 中文（普通話） | 日間     | 4年    |      |
| 創意旅游及智慧科技學院 | 市場營銷與品牌管理理學士學位             | 英語           | 日間     | 4年    |      |
| 創意旅游及智慧科技學院 | 市場營銷與品牌管理理學士學位（中文學制） | 中文（普通話） | 日間     | 4年    |      |
| 創意旅游及智慧科技學院 | 旅遊企業管理理學士學位                   | 英語           | 日間     | 4年    |      |
| 創意旅游及智慧科技學院 | 旅遊企業管理理學士學位（中文學制）       | 中文（普通話） | 日間     | 4年    |      |
| 創意旅游及智慧科技學院 | 國際商業及創新傳播理學士學位課程         | 英語           | 日間     | 4年    |      |

| 學位         | 學校                                         | 課程               | 專業範疇           | 正常修讀期 | 最長修讀期 | 授課語言    | 上課時間 | 備註 |
| ------------ | -------------------------------------------- | ------------------ | ------------------ | ---------- | ---------- | ----------- | -------- | ---- |
| 理學碩士     | 創新款待與管理學院                           | 國際酒店管理       |                    | 2年        | 4年        | 普通話      | 日間     |      |
| 理學碩士     | 創新款待與管理學院                           | 國際餐飲管理       |                    | 2年        | 4年        | 普通話      | 日間     |      |
| 理學碩士     | 創新款待與管理學院                           | 國際會展及盛事管理 |                    | 2年        | 4年        | 普通話      | 日間     |      |
| 理學碩士     | 創新款待與管理學院                           | 國際會展及盛事管理 |                    | 2年        | 4年        | 英語        | 夜間     |      |
| 理學碩士     | 創意旅游及智慧科技學院                       | 國際旅游管理       |                    | 2年        | 4年        | 普通話/英語 | 日間     |      |
| 理學碩士     | 創意旅游及智慧科技學院                       | 數碼營銷與分析     |                    | 2年        | 4年        | 普通話/英語 | 日間     |      |
| 哲學碩士     | 創新款待與管理學院 及 創意旅游及智慧科技學院 | 國際酒店及旅游管理 | 酒店管理           | 2年        | 4年        | 英語        | 夜間     |      |
| 哲學碩士     | 創新款待與管理學院 及 創意旅游及智慧科技學院 | 國際酒店及旅游管理 | 旅遊管理           | 2年        | 4年        | 英語        | 日間     |      |
| 哲學碩士     | 創新款待與管理學院 及 創意旅游及智慧科技學院 | 國際酒店及旅游管理 | 會展及盛事         | 2年        | 4年        | 英語        | 夜間     |      |
| 哲學博士     | 創新款待與管理學院 及 創意旅游及智慧科技學院 | 酒店及旅游管理     |                    | 3 年       | 6 年       | 英語        | 日間     |      |
| 工商管理博士 | 創新款待與管理學院 及 創意旅游及智慧科技學院 | 工商管理           | 國際酒店管理       |            |            |             |          |      |
| 工商管理博士 | 創新款待與管理學院 及 創意旅游及智慧科技學院 | 工商管理           | 國際旅遊管理       |            |            |             |          |      |
| 工商管理博士 | 創新款待與管理學院 及 創意旅游及智慧科技學院 | 工商管理           | 國際會展與盛事管理 |            |            |             |          |      |
| 工商管理博士 | 創新款待與管理學院 及 創意旅游及智慧科技學院 | 工商管理           | 數碼營銷與分析     |            |            |             |          |      |
| 工商管理博士 | 創新款待與管理學院 及 創意旅游及智慧科技學院 | 工商管理           | 綜合管理學         |            |            |             |          |      |

## 承辦單位
澳門旅遊博彩技術培訓中心（葡萄牙語：Centro de Formação Técnica nas Áreas do Turismo e do Jogo de Macau，簡稱CCC）於2003年由澳門旅遊學院以及澳門理工學院聯合承辦；於澳門氹仔合辦的一所博彩業技術培訓中心。澳門行政長官何厚鏵於2009年7月16日簽署第268/2009號行政長官批示，下令於同年9月1日撤銷澳門旅遊博彩技術培訓中心，並把該中心之創福豪庭校區及相關設備和資源等轉交至澳門旅遊學院至2016年7月。

## 職責
- 推廣和開展教學及研究活動；
- 頒授與大學開辦的課程相符的學士、碩士及博士學位，以及其他榮銜、文憑及證書；
- 頒授名譽博士學位及其他名譽榮銜；
- 與公共或私人機構合作，包括依法與澳門特別行政區內外的法人或其他組織簽訂協議、議定書、備忘錄及合同，以及設立、加入和參與澳門特別行政區內外的法人或其他組織，但該等法人或組織的宗旨或活動須與大學的宗旨及利益相符；
- 依法對同類機構開辦的課程、修讀期、課程學習計劃內的科目或學科單元，以及頒授的學位、文憑和證書給予同等效力。

## 組織法例
- 第45/95/M號法令（1995年8月28日《澳門政府公報》）設立旅遊培訓學院－若干廢止。
- 第4/2024號法律（2024年2月19日《澳門特別行政區公報》）《澳門旅遊大學法律制度》
- 第11/2024號行政命令（2024年3月25日《澳門特別行政區公報》）核准澳門旅遊大學的標誌。
- 第11/2024號行政法規（2024年3月27日《澳門特別行政區公報》）澳門旅遊大學章程。

## 組織架構
|  |  |                        |                        |                        |                        |                        |                        |  |  |                        |                        |                        |                        |                        |                        |  |  | 校監               |                    |                    |                    |                    |                    |  |  |                        |                        |                        |                        |                        |                        |  |  |            |            |            |            |            |            |  |  |  |  |                    |                    |                    |                    |                    |                    |  |  |            |            |            |            |            |            |  |  |  |  |  |  |  |  |  |  |  |  |  |  |
|  |  |                        |                        |                        |                        |                        |                        |  |  |                        |                        |                        |                        |                        |                        |  |  |                    |                    |                    |                    |                    |                    |  |  |                        |                        |                        |                        |                        |                        |  |  |            |            |            |            |            |            |  |  |  |  |                    |                    |                    |                    |                    |                    |  |  |            |            |            |            |            |            |  |  |  |  |  |  |  |  |  |  |  |  |  |  |
|  |  |                        |                        |                        |                        |                        |                        |  |  | 行政管理委員會         | 行政管理委員會         | 行政管理委員會         | 行政管理委員會         | 行政管理委員會         | 行政管理委員會         |  |  | 校董會 校長 副校長 | 校董會 校長 副校長 | 校董會 校長 副校長 | 校董會 校長 副校長 | 校董會 校長 副校長 | 校董會 校長 副校長 |  |  | 學術委員會             | 學術委員會             | 學術委員會             | 學術委員會             | 學術委員會             | 學術委員會             |  |  |            |            |            |            |            |            |  |  |  |  |                    |                    |                    |                    |                    |                    |  |  |            |            |            |            |            |            |  |  |  |  |  |  |  |  |  |  |  |  |  |  |
|  |  |                        |                        |                        |                        |                        |                        |  |  | 行政管理委員會         | 行政管理委員會         | 行政管理委員會         | 行政管理委員會         | 行政管理委員會         | 行政管理委員會         |  |  | 校董會 校長 副校長 | 校董會 校長 副校長 | 校董會 校長 副校長 | 校董會 校長 副校長 | 校董會 校長 副校長 | 校董會 校長 副校長 |  |  | 學術委員會             | 學術委員會             | 學術委員會             | 學術委員會             | 學術委員會             | 學術委員會             |  |  |            |            |            |            |            |            |  |  |  |  |                    |                    |                    |                    |                    |                    |  |  |            |            |            |            |            |            |  |  |  |  |  |  |  |  |  |  |  |  |  |  |
|  |  |                        |                        |                        |                        |                        |                        |  |  |                        |                        |                        |                        |                        |                        |  |  |                    |                    |                    |                    |                    |                    |  |  |                        |                        |                        |                        |                        |                        |  |  |            |            |            |            |            |            |  |  |  |  |                    |                    |                    |                    |                    |                    |  |  |            |            |            |            |            |            |  |  |  |  |  |  |  |  |  |  |  |  |  |  |
|  |  |                        |                        |                        |                        |                        |                        |  |  |                        |                        |                        |                        |                        |                        |  |  |                    |                    |                    |                    |                    |                    |  |  |                        |                        |                        |                        |                        |                        |  |  |            |            |            |            |            |            |  |  |  |  |                    |                    |                    |                    |                    |                    |  |  |            |            |            |            |            |            |  |  |  |  |  |  |  |  |  |  |  |  |  |  |
|  |  | 創新款待管理學院       | 創新款待管理學院       | 創新款待管理學院       | 創新款待管理學院       | 創新款待管理學院       | 創新款待管理學院       |  |  | 教學委員會             | 教學委員會             | 教學委員會             | 教學委員會             | 教學委員會             | 教學委員會             |  |  |                    |                    |                    |                    |                    |                    |  |  | 創意旅游與智慧科技學院 | 創意旅游與智慧科技學院 | 創意旅游與智慧科技學院 | 創意旅游與智慧科技學院 | 創意旅游與智慧科技學院 | 創意旅游與智慧科技學院 |  |  | 教學委員會 | 教學委員會 | 教學委員會 | 教學委員會 | 教學委員會 | 教學委員會 |  |  |  |  | 管理及專業發展學院 | 管理及專業發展學院 | 管理及專業發展學院 | 管理及專業發展學院 | 管理及專業發展學院 | 管理及專業發展學院 |  |  | 教學委員會 | 教學委員會 | 教學委員會 | 教學委員會 | 教學委員會 | 教學委員會 |  |  |  |  |  |  |  |  |  |  |  |  |  |  |
|  |  | 創新款待管理學院       | 創新款待管理學院       | 創新款待管理學院       | 創新款待管理學院       | 創新款待管理學院       | 創新款待管理學院       |  |  | 教學委員會             | 教學委員會             | 教學委員會             | 教學委員會             | 教學委員會             | 教學委員會             |  |  |                    |                    |                    |                    |                    |                    |  |  | 創意旅游與智慧科技學院 | 創意旅游與智慧科技學院 | 創意旅游與智慧科技學院 | 創意旅游與智慧科技學院 | 創意旅游與智慧科技學院 | 創意旅游與智慧科技學院 |  |  | 教學委員會 | 教學委員會 | 教學委員會 | 教學委員會 | 教學委員會 | 教學委員會 |  |  |  |  | 管理及專業發展學院 | 管理及專業發展學院 | 管理及專業發展學院 | 管理及專業發展學院 | 管理及專業發展學院 | 管理及專業發展學院 |  |  | 教學委員會 | 教學委員會 | 教學委員會 | 教學委員會 | 教學委員會 | 教學委員會 |  |  |  |  |  |  |  |  |  |  |  |  |  |  |
|  |  |                        |                        |                        |                        |                        |                        |  |  |                        |                        |                        |                        |                        |                        |  |  |                    |                    |                    |                    |                    |                    |  |  |                        |                        |                        |                        |                        |                        |  |  |            |            |            |            |            |            |  |  |  |  |                    |                    |                    |                    |                    |                    |  |  |            |            |            |            |            |            |  |  |  |  |  |  |  |  |  |  |  |  |  |  |
|  |  |                        |                        |                        |                        |                        |                        |  |  |                        |                        |                        |                        |                        |                        |  |  |                    |                    |                    |                    |                    |                    |  |  |                        |                        |                        |                        |                        |                        |  |  |            |            |            |            |            |            |  |  |  |  |                    |                    |                    |                    |                    |                    |  |  |            |            |            |            |            |            |  |  |  |  |  |  |  |  |  |  |  |  |  |  |
|  |  | 國際旅游及款待研究中心 | 國際旅游及款待研究中心 | 國際旅游及款待研究中心 | 國際旅游及款待研究中心 | 國際旅游及款待研究中心 | 國際旅游及款待研究中心 |  |  | 世界旅游教育及培訓中心 | 世界旅游教育及培訓中心 | 世界旅游教育及培訓中心 | 世界旅游教育及培訓中心 | 世界旅游教育及培訓中心 | 世界旅游教育及培訓中心 |  |  | 教育質素管理中心   | 教育質素管理中心   | 教育質素管理中心   | 教育質素管理中心   | 教育質素管理中心   | 教育質素管理中心   |  |  | 住宿實習處             | 住宿實習處             | 住宿實習處             | 住宿實習處             | 住宿實習處             | 住宿實習處             |  |  | 餐飲實習處 | 餐飲實習處 | 餐飲實習處 | 餐飲實習處 | 餐飲實習處 | 餐飲實習處 |  |  |  |  |                    |                    |                    |                    |                    |                    |  |  |            |            |            |            |            |            |  |  |  |  |  |  |  |  |  |  |  |  |  |  |

|  |  |                  |                  |                  |                  |                  |                  |  |  |              |              |              |              |                |                |                |                |                |                |              |              | 校監               |                    |                    |                    |                    |                    |            |            |            |            |            |            |                 |                 |                 |                 |                 |                 |  |  |            |            |            |            |            |            |  |  |  |  |  |  |  |  |  |  |  |  |  |  |  |  |  |  |
|  |  |                  |                  |                  |                  |                  |                  |  |  |              |              |              |              |                |                |                |                |                |                |              |              |                    |                    |                    |                    |                    |                    |            |            |            |            |            |            |                 |                 |                 |                 |                 |                 |  |  |            |            |            |            |            |            |  |  |  |  |  |  |  |  |  |  |  |  |  |  |  |  |  |  |
|  |  |                  |                  |                  |                  |                  |                  |  |  |              |              |              |              | 行政管理委員會 | 行政管理委員會 | 行政管理委員會 | 行政管理委員會 | 行政管理委員會 | 行政管理委員會 |              |              | 校董會 校長 副校長 | 校董會 校長 副校長 | 校董會 校長 副校長 | 校董會 校長 副校長 | 校董會 校長 副校長 | 校董會 校長 副校長 |            |            | 學術委員會 | 學術委員會 | 學術委員會 | 學術委員會 | 學術委員會      | 學術委員會      |                 |                 |                 |                 |  |  |            |            |            |            |            |            |  |  |  |  |  |  |  |  |  |  |  |  |  |  |  |  |  |  |
|  |  |                  |                  |                  |                  |                  |                  |  |  |              |              |              |              | 行政管理委員會 | 行政管理委員會 | 行政管理委員會 | 行政管理委員會 | 行政管理委員會 | 行政管理委員會 |              |              | 校董會 校長 副校長 | 校董會 校長 副校長 | 校董會 校長 副校長 | 校董會 校長 副校長 | 校董會 校長 副校長 | 校董會 校長 副校長 |            |            | 學術委員會 | 學術委員會 | 學術委員會 | 學術委員會 | 學術委員會      | 學術委員會      |                 |                 |                 |                 |  |  |            |            |            |            |            |            |  |  |  |  |  |  |  |  |  |  |  |  |  |  |  |  |  |  |
|  |  |                  |                  |                  |                  |                  |                  |  |  |              |              |              |              |                |                |                |                |                |                |              |              |                    |                    |                    |                    |                    |                    |            |            |            |            |            |            |                 |                 |                 |                 |                 |                 |  |  |            |            |            |            |            |            |  |  |  |  |  |  |  |  |  |  |  |  |  |  |  |  |  |  |
|  |  |                  |                  |                  |                  |                  |                  |  |  |              |              |              |              |                |                |                |                |                |                |              |              |                    |                    |                    |                    |                    |                    |            |            |            |            |            |            |                 |                 |                 |                 |                 |                 |  |  |            |            |            |            |            |            |  |  |  |  |  |  |  |  |  |  |  |  |  |  |  |  |  |  |
|  |  |                  |                  |                  |                  |                  |                  |  |  |              |              |              |              |                |                |                |                |                |                |              |              | 教務部 （廳級）    |                    |                    |                    |                    |                    |            |            |            |            |            |            |                 |                 |                 |                 |                 |                 |  |  |            |            |            |            |            |            |  |  |  |  |  |  |  |  |  |  |  |  |  |  |  |  |  |  |
|  |  |                  |                  |                  |                  |                  |                  |  |  |              |              |              |              |                |                |                |                |                |                |              |              |                    |                    |                    |                    |                    |                    |            |            |            |            |            |            |                 |                 |                 |                 |                 |                 |  |  |            |            |            |            |            |            |  |  |  |  |  |  |  |  |  |  |  |  |  |  |  |  |  |  |
|  |  |                  |                  |                  |                  |                  |                  |  |  |              |              |              |              |                |                |                |                |                |                |              |              |                    |                    |                    |                    |                    |                    |            |            |            |            |            |            |                 |                 |                 |                 |                 |                 |  |  |            |            |            |            |            |            |  |  |  |  |  |  |  |  |  |  |  |  |  |  |  |  |  |  |
|  |  | 行政及財政輔助處 | 行政及財政輔助處 | 行政及財政輔助處 | 行政及財政輔助處 | 行政及財政輔助處 | 行政及財政輔助處 |  |  | 組織及資訊處 | 組織及資訊處 | 組織及資訊處 | 組織及資訊處 | 組織及資訊處   | 組織及資訊處   |                |                | 招生及註冊處   | 招生及註冊處   | 招生及註冊處 | 招生及註冊處 | 招生及註冊處       | 招生及註冊處       |                    |                    | 學生事務處         | 學生事務處         | 學生事務處 | 學生事務處 | 學生事務處 | 學生事務處 |            |            | 圖書館 （處級） | 圖書館 （處級） | 圖書館 （處級） | 圖書館 （處級） | 圖書館 （處級） | 圖書館 （處級） |  |  | 校園管理處 | 校園管理處 | 校園管理處 | 校園管理處 | 校園管理處 | 校園管理處 |  |  |  |  |  |  |  |  |  |  |  |  |  |  |  |  |  |  |

## 外部連結
- 官方网站
- 澳門旅遊大學的Facebook專頁
- 澳門旅遊大學教學餐廳的Facebook專頁
- 澳門旅遊大學的Instagram帳戶
- 澳門旅遊大學的新浪微博
- YouTube上的澳門旅遊大學頻道
- 亞洲文化遺產管理學會 （页面存档备份，存于）: 會員列表